# 通達集團
通達集團控股有限公司（港交所：0698）是在2000年9月18日香港交易所主板上市。是在1988年由王亞南家族創立，主要生產注塑產品、金屬產品等，制造基地分布在基地石獅、廈門、上海、深圳等地區。其制造品銷售于新加坡、中國等地區。
2013年12月5日通達首款垂直整合、全流程自主制造適用於4G手機的鐳射直接成型（LDS）手機結構件，於11月通過華為的認證，並正式打入華為旗艦手機、平板電腦的核心供應商行列，成為華為份額最大的結構件供應商。